# 沃特勒斯 (新墨西哥州)
沃特勒斯（英語：Watrous）是位於美國新墨西哥州莫拉縣的普查規定居民點。

## 人口
根據2020年美國人口普查的數據，沃特勒斯的面積為1.48平方千米，當中陸地面積為1.47平方千米，而水域面積為0.01平方千米。當地共有人口99人，而人口密度為每平方千米66.89人。